# Santa Mare
Santa Mare é uma comuna romena localizada no distrito de Botoşani, na região de Moldávia . A comuna possui uma área de 61.36 km² e sua população era de 3104 habitantes segundo o censo de 2007.